# Nassipa hoppingi
Nassipa hoppingi är en skalbaggsart som beskrevs av Liljeblad 1945. Nassipa hoppingi ingår i släktet Nassipa och familjen ristbaggar. Inga underarter finns listade i Catalogue of Life.